# Аль-Аглі (Каїр)
Спортивний клуб «Аль-Аглі» (араб. النادي الأهلي; англ. Al-Ahly) — один із найпопулярніших єгипетських футбольних клубів і найтитулованіших футбольних клубів світу. Базується в столиці Єгипту, місті Каїрі.

## Історія
СК «Аль-Аглі» заснований у квітні 1907 року.
«Аль-Аглі» арабською означає «загальнонаціональний».
Команда є найтитулованішим клубом Єгипту, що завоювала в єгипетській головній футбольній лізі сорок три чемпіонських трофеї й виборювала тридцять вісім разів Кубок Єгипту.
Команда «Аль-Аглі» була визнана 2000 року Африканською конфедерацією футболу як «Африканський клуб століття». Є рекордсменом Ліги чемпіонів КАФ — 11 титулів.
1 лютого 2012 року в місті Порт-Саїд під час матчу футбольних команд «Аль-Масрі» і «Аль-Аглі» почалися масові заворушення, через які загинуло понад 70 людей і сотні постраждали. «Аль-Аглі» знявся з чемпіонату Єгипту.
«Велике каїрське протистояння» команд «Аль-Аглі» і «Замалек» вважається одним з найбожевільніших футбольних дербі світу. У день гри життя в місті практично зупиняється. Містом відбуваються безперервні сутички фанатів протиборчих угруповань, які не може зупинити навіть поліція, а будь-який погляд, може перетворитися в масштабну бійку. Через цю ситуацію клуби грають дербі тільки на нейтральному полі, а матчі судять іноземні арбітри.
У 2023 році клуб вийшов у півфінал клубного чемпіонату світу з футболу. У матчі за «бронзу» програв бразильському «Фламенгу» 2:4.
Хоссам Хассан — найкращий бомбардир клубу в чемпіонаті Єгипту (109 голів у 231 матчі).

## Титули
- Переможець Ліги чемпіонів КАФ (12): 1982, 1987, 2001, 2005, 2006, 2008, 2012, 2013, 2020, 2021, 2023, 2024
- Володар Кубка володарів кубків КАФ (4): 1984, 1985, 1986, 1993
- Володар Кубка конфедерації КАФ (1): 2014
- Володар Суперкубка КАФ (8): 2002, 2006, 2007, 2009, 2013, 2014, 2020, 2021
- Чемпіон Єгипту (45): 1949, 1950, 1951, 1953, 1954, 1956, 1957, 1958, 1959, 1961, 1962, 1975, 1976, 1977, 1979, 1980, 1981, 1982, 1985, 1986, 1987, 1989, 1994, 1995, 1996, 1997, 1998, 1999, 2000, 2005, 2006, 2007, 2008, 2009, 2010, 2011, 2014, 2016, 2017, 2018, 2019, 2020, 2023, 2024, 2025
- Володар Кубка Єгипту (38): 1924, 1925, 1927, 1928, 1930, 1931, 1937, 1940, 1942, 1943, 1945, 1946, 1947, 1949, 1950, 1951, 1953, 1956, 1958, 1961, 1966, 1978, 1981, 1983, 1984, 1985, 1989, 1991, 1992, 1993, 1996, 2001, 2003, 2006, 2007, 2017, 2020, 2022
- Володар Суперкубка Єгипту (15): 2003, 2005, 2006, 2007, 2008, 2010, 2011, 2014, 2015, 2017, 2018, 2021, 2022, 2023, 2024

## Відео-матеріал
- Гімн клубу